# جانغ سي
جانغ سي هو قرصان صيني من القرن الثامن عشر ولد في سنة 1760 في غوانزو جنوب الصين. بدأ حياته كقرصان حيث أصبح معاون والده جانغ ليانفو. في سنة 1795 زوجه من امرأة فيتنامية وأصبح قائد لقراصنة والده. هاجم في البداية السواحل الصينية وشكل خطر عليها، إنتقل بعدها إلى فيتنام ليدخل هناك إلى الحرب الأهلية فيها، حيث كلفه نغوين كوان توان بمساعدته لأجل استرجاع عاصمته هانوي وقتل هناك في سنة 1802 وخلفه ابن عمه جانغ يي وألذي تزوح لاحقاً من تشينغ شيه.